# Малый септаккорд
Ма́лый септакко́рд, иначе малый уменьшённый септаккорд, малый с уменьшённой квинтой, малый с уменьшённым трезвучием и др. — септаккорд, содержащий в тесном расположении (то есть будучи расположен по терциям) уменьшённое трезвучие в основании и малую септиму между крайними звуками. По-другому описывается как аккорд, содержащий две малых и одну большую терции, уменьшённую и чистую квинты, уменьшённое и большое трезвучия. В мажорно-минорной тональности чаще всего функционирует как аккорд субдоминантовой группы (см.статью Септаккорд второй ступени).

## Терминология
Термин «малый септаккорд» для описываемого созвучия зафиксирован в качестве нормативного в специализированных музыкальных справочниках и универсальных российских энциклопедиях XX—XXI веков. Эта же норма используется в неоднократно переиздававшихся учебных пособиях по элементарной теории музыки И. В. Способина и В. А. Вахромеева, а также в популярном российском пособии по джазовой гармонии Ю. Н. Чугунова.
В российской учебной литературые отмечаются и другие наименования. Тот же аккорд называется малым с уменьшённым трезвучием в пособии Л. Красинской и В. Уткина (1991), малым с уменьшённой квинтой — в пособии Б. Алексеева и А. Мясоедова (1986), малым уменьшённым — в пособии для музучилищ «Теория музыки» под общей редакцией Т. С. Бершадской (2003). 
В англоязычном музыковедении структура часто именуется «полууменьшённым септаккордом» (англ. half-diminished seventh chord).

## Основной вид и обращения аккорда
| Обращение | Название аккорда       | Состав             |
| --- | ---------------------- | ------------------ |
| \new Staff \with {\remove "Time_signature_engraver"} { < c' es' ges' bes' >1 < es' ges' bes' c'' >1 < ges' bes' c'' es'' >1 < bes' c'' es'' ges'' >1 } |                        |                    |
| Основной вид | Малый септаккорд       | м. 3 + м. 3 + б. 3 |
| Первое | Малый квинтсекстаккорд | м. 3 + б. 3 + б. 2 |
| Второе | Малый терцквартаккорд  | б. 3 + б. 2 + м. 3 |
| Третье | Малый секундаккорд     | б. 2 + м. 3 + м. 3 |

Обращениями малого септаккорда (как и любого другого септаккорда) являются квинтсекстаккорд, терцквартаккорд и секундаккорд.
Например, малый септаккорд от ноты ля (Am7-5) и его обращения состоят из нот ля, до, ми-бемоль и соль, и звучат как одновременно взятые уменьшённое трезвучие от ноты ля и малое трезвучие от ноты до.

## Джазовая цифровка

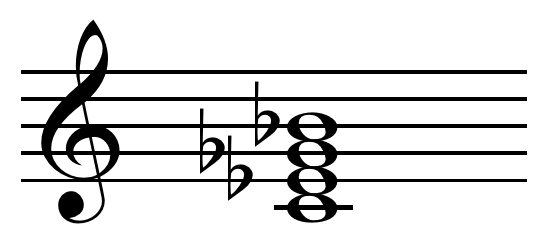
Малый септаккорд от звука до

В эстрадной цифровке (в литературе, опирающейся на англоязычную традицию) полууменьшённый септаккорд обозначается как минорный с добавлением символа пониженной V ступени (-5 или ♭5). Например, полууменьшённый септаккорд от ноты ля обозначается Am7-5 или Am7♭5. Ещё одним распространённым обозначением поуменьшённого септаккорда является круг, перечёркнутый диагональной линией, например Cø. Так как Adim обозначает уменьшённое трезвучие, а A7 — малый мажорный септаккорд, ожидаемым обозначением Adim7 было бы уменьшённое трезвучие с малой септимой. На самом деле Adim7 обозначает уменьшённое трезвучие с уменьшённой септимой (уменьшённый септаккорд), поэтому и был введён особый символ «ø».